# 도초서국민학교 동리분교
도초서국민학교 동리분교는 대한민국 전라남도 신안군 도초면 우이도리에 있었던 공립 초등학교이다.

## 연혁
- 1958년 4월 1일 우이도국민학교 동리분교장 설립 인가
- 1959년 7월 1일 우이도국민학교 동리분교 개교
- 1967년 4월 1일 도서벽지학교 '갑'급 지정
- 1968년 5월 1일 도서벽지학교 '갑'급 재지정
- 1975년 8월 1일 도서벽지학교 '갑'급 재지정
- 1979년 2월 1일 도서벽지학교 '특'급 조정
- 1982년 3월 1일 도서벽지학교 '갑'급 조정
- 1986년 1월 1일 도서벽지학교 '가'급 조정
- 1989년 3월 1일 도초서국민학교 동리분교장 개편
- 1994년 3월 1일 폐교 및 도초국민학교 통폐합